# Margarita Fernández Guanarteme
Margarita Fernández Guanarteme, de nombre nativo Guayarmina, fue una aborigen canaria miembro del linaje gobernante de la isla de Gran Canaria —Canarias, España—, pues era hija del rey o guanarteme Tenesor Semidán durante la época de la conquista europea de la isla a finales del siglo XV.
En cuanto a su papel durante los acontecimientos de la conquista, existe entre los primeros historiadores confusión entre ella y su pariente Masequera.
En 1526 Margarita solicitó una información de méritos para demostrar que era hija de Fernando Guanarteme. Esta documentación, conocida como «información guanartémica», es uno de los documentos más importantes sobre la conquista.

## Biografía

### Orígenes y primeros años
Nació en la isla de Gran Canaria probablemente hacia finales de la década de 1460 o en los primeros años de la siguiente, pues aún vivía en 1542. Según el historiador dieciochesco Pedro Agustín del Castillo, Margarita tuvo el nombre aborigen de Guayarmina, que para el filólogo Ignacio Reyes puede traducirse como 'guarda, reserva o protección hasta la sequía prolongada', añadiendo que hace referencia figurativamente a la estrella Canopo.
Miembro de la familia real del guanartemato de Gáldar, era una de las hijas del guanarteme Tenesor Semidán y de su esposa Abenchara, desconociéndose más datos sobre sus primeros años.

### Su vida durante la conquista castellana
Tras la captura de Tenesor Semidán por Alonso Fernández de Lugo y Hernán Peraza el Joven en 1482, los aborígenes trasladan a Guayarmina y a su prima Masequera, hija del anterior guanarteme Egonaiga el Bueno y verdadera depositaria del poder insular, hacia las fortalezas naturales del interior de la isla.
Después de varios enfrentamientos en las fortalezas de Bentayga, Ajódar y otras, los conquistadores castellanos bajo el mando de Pedro de Vera acompañado de Tenesor Semidan —ahora llamado Fernando Guanarteme—, sitian a los aborígenes en Ansite. Finalmente, gracias a la intermediación de Fernando Guanarteme, los aborígenes se rinden el 29 de abril de 1483 entregando a las princesas, dándose por concluida la conquista de la isla.

### Después de la conquista
Tras la definitiva incorporación de la isla a la Corona de Castilla, fue cristianizada y bautizada como Margarita Fernández Guanarteme, pasando a avecindarse en la villa de Gáldar. Hacia 1497 se convirtió en la heredera de los bienes de su padre, fallecido en Tenerife. Entre estos bienes se encontraba la propiedad del valle de Guayedra, que Fernando Guanarteme había recibido durante el repartimiento de la isla en 1485.
La tradición indica que Margarita falleció en algún momento de la década de 1540 en la ciudad de Las Palmas.

## Matrimonio y descendencia
Una vez conquistada la isla en 1483, Margarita fue casada con el hidalgo extremeño Miguel de Trejo y Carvajal, natural de Granadilla e hijo de Alonso González Carvajal y de su esposa Elvira Fernández.
De este matrimonio nacieron:
1. María de Carvajal, que nació en Castilla durante la estancia de su madre en la corte de los Reyes Católicos junto a Fernando Guanarteme en 1487.[15] Casada con Bartolomé Aguilar de la Mota, con sucesión en Gran Canaria;
2. Alonso González Carvajal, que se estableció en las Indias Occidentales;
3. Hernán de Trejo, que se marchó a las Indias como su hermano;
4. Bernardino de Carvajal, casado con Melchora de San Juan, con sucesión en Gran Canaria.